# Teresa Aranguren Amézola
María Teresa Aranguren Amézola (Arceniega, Álava, 21 de diciembre de 1944) es una periodista española cuya trayectoria profesional ha estado ligada a la información internacional del mundo árabe y zonas en conflicto.

## Trayectoria
Licenciada en Filosofía y Letras y diplomada en Psicología y Antropología por la Universidad Complutense de Madrid, comenzó su carrera como periodista en 1980. En 1981 se hizo cargo de la sección internacional de Mundo Obrero, publicación del Partido Comunista de España (PCE). Como enviada especial en esa etapa cubrió la invasión de Israel sobre el Líbano y viajó a China, Argelia y Marruecos.
En 1985 empezó a trabajar para la revista Interviú y un año después se incorporó al periódico El Independiente como jefa de la sección de internacional cubriendo la guerra de Irán-Irak en Teherán. Fue la única mujer que cubrió esta guerra como corresponsal, exceptuando a una fotógrafa libanesa.
En verano de 1989 se incorporó a la sección internacional de los servicios informativos de Telemadrid. En 1990 viajó a Amán y Jerusalén para cubrir la primera guerra del Golfo y desde entonces se ha desplazado con asiduidad a la zona para informar de las sucesivas crisis de Irak y del conflicto palestino-israelí. Durante 15 años fue enviada especial en Oriente Medio. Entre otros, ha cubierto la guerra del Golfo y el conflicto de los Balcanes. En esta ocasión,Telemadrid fue la primera televisión española en el conflicto.
Entre enero de 2001 y junio de 2002, fue subdirectora de los Servicios Informativos de Telemadrid, cargo del que dimitió tras el cese del director de informativos Diego de la Serna.
Ha publicado dos libros sobre el mundo árabe y el pueblo palestino: Palestina, el hilo de la memoria (2004) y Olivo Roto: Escenas de la ocupación (2006). Y junto a la fotógrafa bilbaína Sandra Barrilaro es coautora de Contra el Olvido, memoria fotográfica de Palestina antes de la Nakba.
En enero de 2007 se convirtió en consejera del Consejo de Administración de RTVE a propuesta de IU-ICV.
Es la nieta de José de Amézola.

## Premios y reconocimientos
- 2000 Premio de la Asociación de Mujeres Profesionales de los Medios de Comunicación (AMECO).[2]
- 2001 Premio ASTER de Comunicación.[2]
- 2001 Antena de Plata de la Asociación de Profesionales de Radio y Televisión de la Comunidad de Madrid.[2]
- 2001 Premio de Cooperación del Club Internacional de Prensa.[2]

## Publicaciones
- Palestina: El hilo de la memoria (2004) Editorial Caballo de Troya.[6]
- Olivo Roto: Escenas de la ocupación (2006) Editorial Caballo de Troya.[7]
- Contra el olvido. Una memoria fotográfica de Palestina antes de la Nakba, 1889-1948  (2015) Ediciones del Oriente y del Mediterráneo. Coordinado por Teresa Aranguren, Sandra Barrilaro, Johnny Mansour y Bichara Khader, con prólogo del arabista Pedro Martínez Montávez.[8]
- Palestina: La existencia negada (2025) Ediciones del Oriente y del Mediterráneo.[9]